# Poldenhünensteine
Die Poldenhünensteine sind ein Ganggrab in der Gemeinde Spahnharrenstätte, im Landkreis Emsland in Niedersachsen. Die Megalithanlage aus der Jungsteinzeit wurde von der Trichterbecherkultur (TBK) zwischen 3500 und 2800 v. Chr. errichtet. Neolithische Monumente sind Ausdruck der Kultur und Ideologie neolithischer Gesellschaften. Ihre Entstehung und Funktion gelten als Kennzeichen der sozialen Entwicklung.

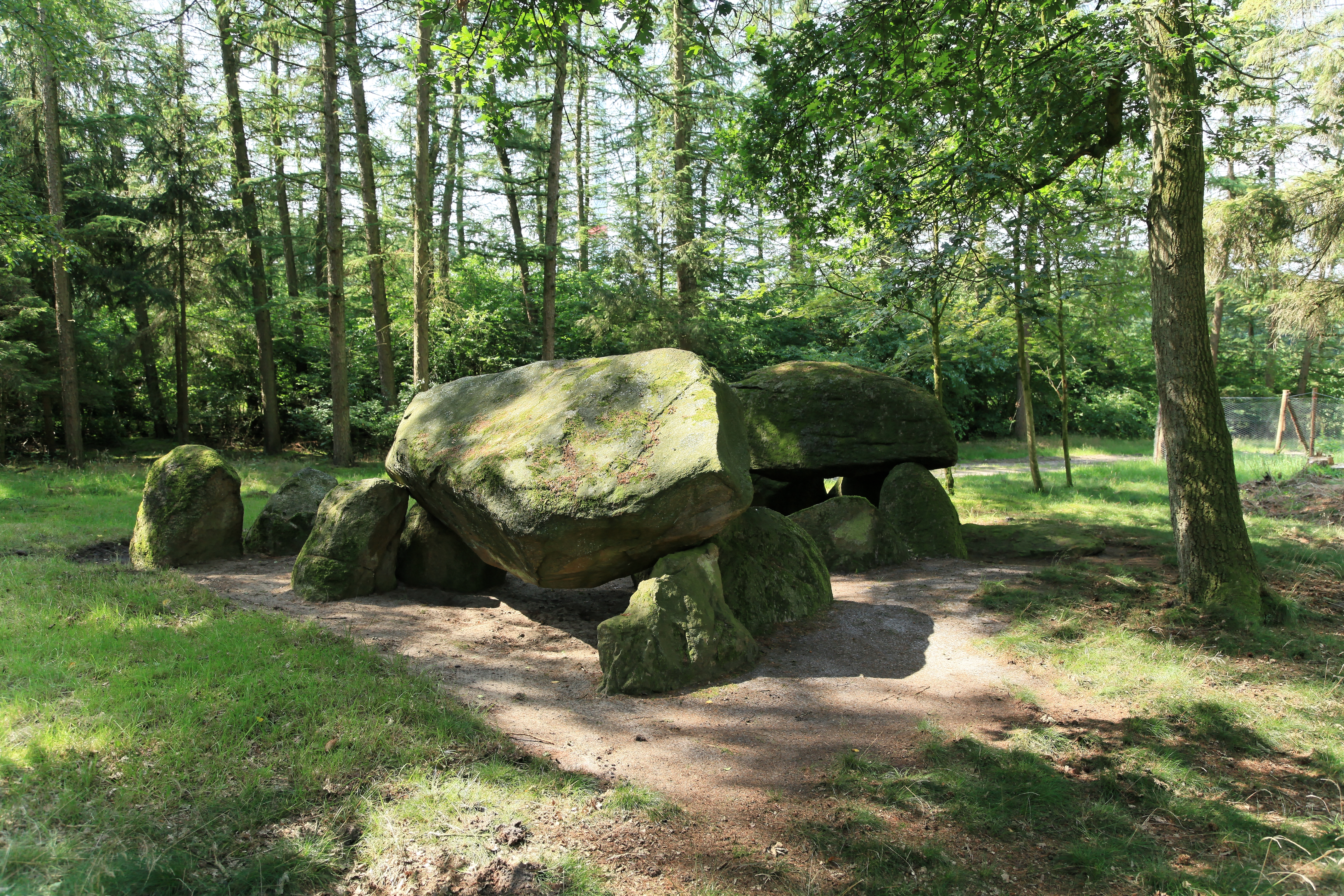

## Beschreibung
Die Anlage mit der Sprockhoff-Nr. 829 hat eine noch sechs Meter lange Kammer. Da der östliche Abschlussstein fehlt, nimmt Sprockhoff, der die Anlage 1926 aufgenommen hat, an, dass sie ursprünglich im Osten zumindest ein weiteres Tragsteinpaar aufgewiesen hat. Der mittlere der drei ursprünglichen Decksteine fehlt. Ansonsten ist die Ost-West-orientierte 1,7 bis 2,0 Meter breite Kammer vollständig. Reste vom Hügel sind sichtbar. Von der ursprünglichen Hügeleinfassung sind nur noch zwei Steine vorhanden. Der Zugang lag vermutlich an der Südseite der Kammer. Von der zwischen 3500 und 2800 v. Chr. errichteten Anlage sind einige Keramikscherben der Trichterbecherkultur bekannt.